# Огни рампы
«Огни рампы» (англ. Limelight) — художественный фильм Чарли Чаплина, лирическая трагикомедия, вышедшая на экраны в 1952 году. Лауреат премии «Оскар» за лучшую музыку к фильму (1973).

## История
В 1948 году Французская ассоциация кинокритиков выдвинула Чаплина на присуждение Нобелевской премии мира, что мотивировалось отличительными особенностями его творчества, прежде всего стремлением к миру, гуманизмом: «Эта черта особенно сильно выражена в двух его последних фильмах» — «Великом диктаторе»  (1940) и  «Месье Верду» (1947). Несмотря на это ходатайство, поддержанное широкими кругами французской прессы, награда ему ему так и не была присуждена. В то же время в США позднее направление творчества Чаплина и его политические взгляды встречали осуждение со стороны консервативной прессы. Так, одна из калифорнийских газет провела среди своих читателей подписку на билет в Европу. ФБР начало расследование в отношении Чаплина ещё в 1930-х годах — после фильма «Новые времена».
Во время съёмок фильма «Великий диктатор» Чаплина предупреждали, что у фильма будут неприятности с цензурой. Чаплина просили отказаться от производства фильма, уверяя, что он никогда не будет показан ни в Англии, ни в США. После нападения Германии на СССР давление сверху прекратилось, но стали поступать письма с угрозами от зрителей, а также имели место нападки со стороны СМИ. Комиссия по расследованию антиамериканской деятельности начала расследование деятельности Чаплина, причём одним из пунктов была его национальная принадлежность. Во время монтажа фильма «Месье Верду» Чаплина вызывали в Вашингтон на слушания Комиссии, но позднее вызов отменили.
После приёма фильма «Месье Верду» Чаплин начал задумываться о том, что он утратил любовь зрителя. Он решил снять фильм о конце карьеры артиста — нечто совершенно противоположное циничному «Месье Верду». Замысел вылился в сценарий объёмом порядка ста тысяч слов. Он включал два обширных отступления-ретроспекции, в которых излагались предыстории главных персонажей — клоуна Кальверо и молодой балерины Терри. Полный вариант сценария показывает сложную последовательность автобиографических раздумий Чаплина; ряд эпизодов, оставшихся лишь на бумаге, интересны перекличкой с фактами его биографии. В общей сложности Чаплин работал с этим материалом свыше трёх лет — дольше, чем над любым другим сценарием.
Чаплин думал, что снимает свой последний фильм. Его производство началось 12 ноября 1951 года, съёмки начались 19 ноября. Хотя действие фильма происходит в Лондоне, фильм снимался в США, в основном на студии Чаплина. Премьера фильма состоялась 16 октября 1952 года в Лондоне.
Из-за скандальных обвинений Чаплина в поддержке коммунизма, фильм не был интересен американским прокатчикам — несмотря на большой успех картины в Японии и в Европе, здесь он демонстрировался лишь в нескольких независимых кинотеатрах Восточного побережья. Вдобавок в 1952 году, когда Чаплин выехал в Европу для продвижения там фильма, иммиграционные службы США аннулировали его въездную визу, из-за чего режиссёр не смог заниматься продвижением фильма в Америке. В автобиографии он писал, что в США фильм смотрели по ночам в частных домах, а радиостанции часто транслировали музыку из фильма, не называя её автора.
Фильм вышел в американский кинопрокат лишь в 1972 году. После показа на широком экране в округе Лос-Анджелес лента была номинирована на премию «Оскар» за лучшую музыку к фильму за 1972 год. Картина выиграла в своей номинации, что стало единственным конкурсным «Оскаром» Чаплина и абсолютным рекордом по перерыву между выходом картины и получением награды. Композиторы Рэй Раш и Ларри Расселл не дожили до этого момента.

## Сюжет
Фильм предваряется несколькими надписями. «Описанные здесь события и персонажи вымышлены. Отождествление с какими-либо существовавшими в действительности лицами может быть только случайным». «Чарующие огни рампы… Старики должны оставить их, когда приходят молодые». «Рассказ о балерине и клоуне». «Лондон. Ранний летний вечер 1914 года…» Старый безработный клоун Кальверо (Чаплин) случайно спасает от самоубийства молодую балерину Терезу (Клер Блум), которая решила отравиться газом из-за того, что её поразил сначала ревматизм, а потом ещё и паралич ног, и она больше не может танцевать. Кальверо вызывает врача, который говорит, что недомогание Терри носит нервический характер и девушка может восстановиться. Кальверо начинает ухаживать за больной, делится с ней опытом всепобеждающей жизни и молодости, подбадривает и постепенно внушает оптимизм, хотя сам лишь актёрски изображает уверенность. В итоге Терри снова начинает ходить, а затем и танцевать. Искренняя поддержка Кальверо помогает ей вернуться на сцену и даже стать прима-балериной Королевского театра. Но на сцене искренность старый клоун уже давно потерял, и его выступления плохи. Даже когда он, благодаря помощи друзей, получает ангажемент в провинциальной антрепризе, публика уходит из зала. Теперь уже Кальверо самому нужна помощь, и Терри помогает ему не пасть духом окончательно. Пользуясь своим влиянием прима-балерины, она организует ему маленькую роль в том же спектакле, где сама исполняет главную роль. В театре Терри вновь встретила ранее знакомого ей симпатичного молодого композитора Невилла, ставшего теперь успешным, и Кальверо предсказывает им счастливое романтическое будущее.
Но Терри влюблена в доброту Кальверо, не виданную ею ранее в равнодушном и эгоистичном мире, и хочет выйти за него замуж. Старый клоун понимает, что это лишь неразумное проявление страхов и слабости; чтобы принудить Терри повзрослеть, он уходит из дома и зарабатывает на жизнь, играя на скрипке с уличным оркестром возле ресторанов. Однако через коллег Терри находит клоуна и вновь использует своё влияние на опытного театрального промоутера, который знал Кальверо в годы его популярности. Вдвоём они устраивают клоуну бенефис, организуют рекламу и для подстраховки даже нанимают клакеров. Кальверо, благодаря поддержке Терри и ради подтверждения своих поучений её, смог преодолеть страх и вернуть себе актёрскую убедительность. Он по-настоящему успешно выступил с двумя номерами — одним прежним и одним новым (вместе с таким же, как он сам, ветераном сцены в исполнении Бастера Китона). В финале номера Кальверо для смеха падает в оркестровую яму, в барабан. В этот момент у него случается инфаркт. Клоун счастлив от успеха выступления и, вслух мечтая о будущем, которого у него нет, трогательно и незаметно передаёт эстафету жизни молодым Терри и Невиллу.
Начинается номер Терри. Кальверо просит вынести его в боковые кулисы, чтобы посмотреть её танец, и, глядя на неё, умирает.

## Над фильмом работали
Актёрский состав:
| Чарльз Чаплин    | Кальверо                                                  |
| Клер Блум        | Терри Эмброуз (дублёр в балетных сценах — Мелисса Хейден) |
| Найджел Брюс     | Постант                                                   |
| Бастер Китон     | партнёр Кальверо                                          |
| Сидни Эрл Чаплин | Эрнест Невилл                                             |
| Норман Ллойд     | Бодалинк                                                  |
| Андре Эглевский  | Арлекин                                                   |
| Марджори Беннетт | миссис Олсоп                                              |

## Награды и номинации
- 1953 — премия BAFTA самому многообещающему новому исполнителю (Клер Блум)
- 1953 — номинация на премию BAFTA за лучший фильм
- 1953 — премия «Серебряная лента» Итальянского национального профсоюза киножурналистов за лучший зарубежный фильм (Чарльз Чаплин)
- 1973 — премия «Оскар» за лучшую музыку к фильму: Чарльз Чаплин, Рэй Раш[англ.] (посмертно) и Ларри Расселл[англ.] (посмертно).

## Создание
Чаплин снял в фильме практически всех своих родственников: его сын Сидни Эрл Чаплин снялся в роли музыканта Невилла, другой сын, Чарльз Чаплин-младший, — в роли полицейского в пантомиме, дети Джеральдина, Майкл и Джозефина — в роли детей на улице. Получили роли также жена Чаплина Уна О’Нил (она продублировала Клер Блум в одном из моментов на общем плане) и его сводный брат Уилер Драйден (Wheeler Dryden). Также в фильме снимались многие сподвижники Чаплина времён его молодости, в частности комики Бастер Китон, Лойал Андервуд и Снаб Поллард.
В советском прокате роль Кальверо дублировал Иннокентий Смоктуновский, роль Терри — Юлиана Бугаева. Остальные роли дублировали Евгений Жариков, Алексей Консовский (партнёр Кальверо, роль Бастера Китона), Валентина Караваева, Олег Мокшанцев, Олег Голубицкий. Режиссёр дубляжа — Елена Арабова.

## Художественные особенности
«Огни рампы» — во многом автобиографичный фильм Чаплина. Он вспоминает дни своей молодости, когда сам работал артистом мюзик-холла в Лондоне, жил в пансионах и также нередко слышал в приёмных театральных агентов: «Для Вас сегодня ничего нет. И для Вас ничего нет. И для всех вас сегодня ничего нет». Действие начинается весной 1914-го — года, когда Чаплин пришёл в кино. Мысленно обращаясь к началу своей карьеры, он показывает клоунов и актёров-комиков начала века. По наблюдению Стефена Вейсмана, в этой работе в образе клоуна Кальверо слились как личные чувства Чаплина, так и воспоминания о его отце — «забытой звезде мюзик-холла, блохастом пьянице». Эпизод с блохами, по мысли Вейсмана, восходит к детским переживаниям, связанным с нищетой, нахождением в Хэнвиллской школе для сирот и нуждающихся детей, куда после прохождения дезинфекции он был помещён 18 июня 1896 года и находился там больше года. К сценке с блошиным цирком Чаплин шёл несколько десятилетий. Если исходить из студийных записей, он впервые снял подобную сцену при создании фильма «Малыш» (1921), посвящённого судьбе беспризорника, которому помогает выжить Бродяга. Кроме этой попытки, до «Огней рампы» он ещё трижды пытался поместить важный для него эпизод. Это имело место в «Цирке», «Великом диктаторе» и незавершённом фильме «Профессор», однако этого так и не произошло. Вейман находил симпотоматичным, что блохи нашли применение именно в «Огнях рампы», в тот период, когда он сумел наладить свою личную жизнь, наслаждался семейным счастьем и сумев избавиться от болезненных воспоминаний, связанных с собственным отцом.
Любовь Терри к Кальверо напоминает отношения Чаплина и Уны О’Нил. Прототипом Кальверо, который выступает на сцене в костюме, аналогичном костюму Бродяги, стал комик Фрэнк Тинней. В автобиографии Чаплин писал:
Я снова увидел его на сцене несколько лет спустя и был потрясён: муза комедии покинула его. Тинней был так неловок на сцене — я не мог поверить, что это тот же актёр. Именно эта перемена в нём подала мне впоследствии идею «Огней рампы». Мне хотелось понять, каким образом Тинней мог потерять живость и уверенность в себе. В «Огнях рампы» причиной была старость. Кальверо постарел, стал чаще заглядывать себе в душу, глубже ощущать своё человеческое достоинство, и это разлучило его с публикой — пропала лёгкость непосредственного общения.
Пьер Лепроон находил некоторое сходство (близость ситуаций и любовь к зрелищу) между фильмом Чаплина и поздней работой Жана Ренуара «Французский канкан» (1954): «Когда сцена пустеет и юный принц сидит один, потерявшись в своём большом красном кресле, когда Габен и Франсуаза Арнуль по разные стороны занавеса смотрят, как рождается песнь Коры Вокер, а их отношения близятся к разрыву, мы до глубины души потрясены чаплиновской затаённой горечью…», что вызывает у зрителя напряжённое внимание.